# Ливенцов, Василий Андреевич
Василий Андреевич Ливенцов (16 января 1914, с. Белые Воды, Сырдарьинская область, Российская империя — 15 июля 2004, Москва, Россия) — советский казахский государственный и партийный деятель. Первый секретарь Чимкентского обкома КП Казахстана (1962—1972). Первый секретарь Актюбинского обкома КП Казахстана (1972—1985). Депутат Совета Союза Верховного Совета СССР VII-XI созывов (1966—1989) от Актюбинской области. Герой Социалистического Труда (1981).

## Биография
Родился 16 января 1914 в селе Белые Воды Сырдарьинской области Российской империи (ныне село Аксукент Сайрамского района Туркестанской области Казахстана).
После окончания в 1935 году Алма-Атинского сельскохозяйственного института работал участковым агрономом, старшим агрономом машинно-тракторной станции. В 1938-1943 годах — старший агроном, главный агроном Алма-Атинского областного земельного отдела. В 1942 вступил в ВКП(б).
С 1943 года на партийной работе в Казахской ССР. В 1943—1944 годах — заместитель заведующего отделом Алма-Атинского обкома КП(б) Казахстана. В 1944—1950 годах — заведующий сельскохозяйственным отделом, а в 1950—1952 годах — второй секретарь Талды-Курганского обкома КП(б) Казахстана. В 1952—1954 годах — второй секретарь Западно-Казахстанского обкома КП Казахстана.
В 1954—1957 годах — заведующий Совхозным отделом ЦК Компартии Казахстана. В период освоения целинных земель непосредственно занимался созданием целой сети зерноводческих хозяйств на просторах республики. Более двухсот хозяйств было создано с нуля.
В 1957—1959 годах — второй секретарь Акмолинского, а в 1959—1961 годах — Алма-Атинского обкомов Компартии Казахстана. В 1961—1962 годах — председатель Джамбульского облисполкома.
С сентября 1962 по январь 1972 года — первый секретарь Чимкентского обкома (в январе 1963 — декабре 1964 года — сельского обкома) Компартии Казахстана. 
С января 1972 по 22 января 1985 года — первый секретарь Актюбинского обкома Компартии Казахстана. 
В этот период в Актюбинской области динамично обустраивали областной центр — были построены новые здания железнодорожного и аэро- вокзалов, жилые массивы, организовано троллейбусное движение. Актюбинск преобразился и приобрёл современный вид.  При активной поддержке и содействии Ливенцова в 1975 году в Актюбинске появилось первое в СССР высшее лётное училище гражданской авиации (АВЛУГА), ставшее третьим по счёту вузом в области. В 1977 году в результате разукрупнения бывшей Казахской железной дороги была организована Западно-Казахстанская железная дорога с управлением в Актюбинске. 
Большое внимание уделялось развитию сельского хозяйства. Началась работа по созданию крупных животноводческих комплексов. К началу 80-х годов были построены элеватор, комбикормовой завод и мельница. В 1980 году в Актюбинской области собрали рекордный урожай — 100 миллионов пудов зерна (1664 тысячи тонн). Это была одна десятая часть годового урожая всего Казахстана.
Указом Президиума Верховного Совета СССР от 19 февраля 1981 года за выдающиеся успехи, достигнутые в выполнении планов и социалистических обязательств по продаже государству в 1980 году миллиарда пудов зерна и перевыполнении планов десятой пятилетки по производству и закупкам хлеба и других сельскохозяйственных продуктов Ливенцову Василию Андреевичу присвоено звание Героя Социалистического Труда с вручением ордена Ленина и золотой медали «Серп и Молот».
С января 1985 года — персональный пенсионер союзного значения.
Жил в Москве. В 1999 году была издана книга воспоминаний В. А. Ливенцова «Моё время».
Умер 15 июля 2004 года. Похоронен в Москве на Троекуровском кладбище.

## Семья
Жена — Мария Семёновна Ливенцова.

## Награды и звания
- Герой Социалистического Труда (19.02.81)
- три ордена Ленина (19.07.67), (10.12.73), (19.02.81)
- Орден Октябрьской Революции (25.08.71)
- Орден Отечественной войны II степени(11.03.85)
- пять орденов Трудового Красного Знамени (9.04.1947)(11.01.57) (15.01.64) (3.03.80) (13.01.84)
- Почётный железнодорожник (1978)
- медаль «За трудовую доблесть» (25.12.1959)
- медаль «За освоение целинных земель» (1957)